# Chimichurri

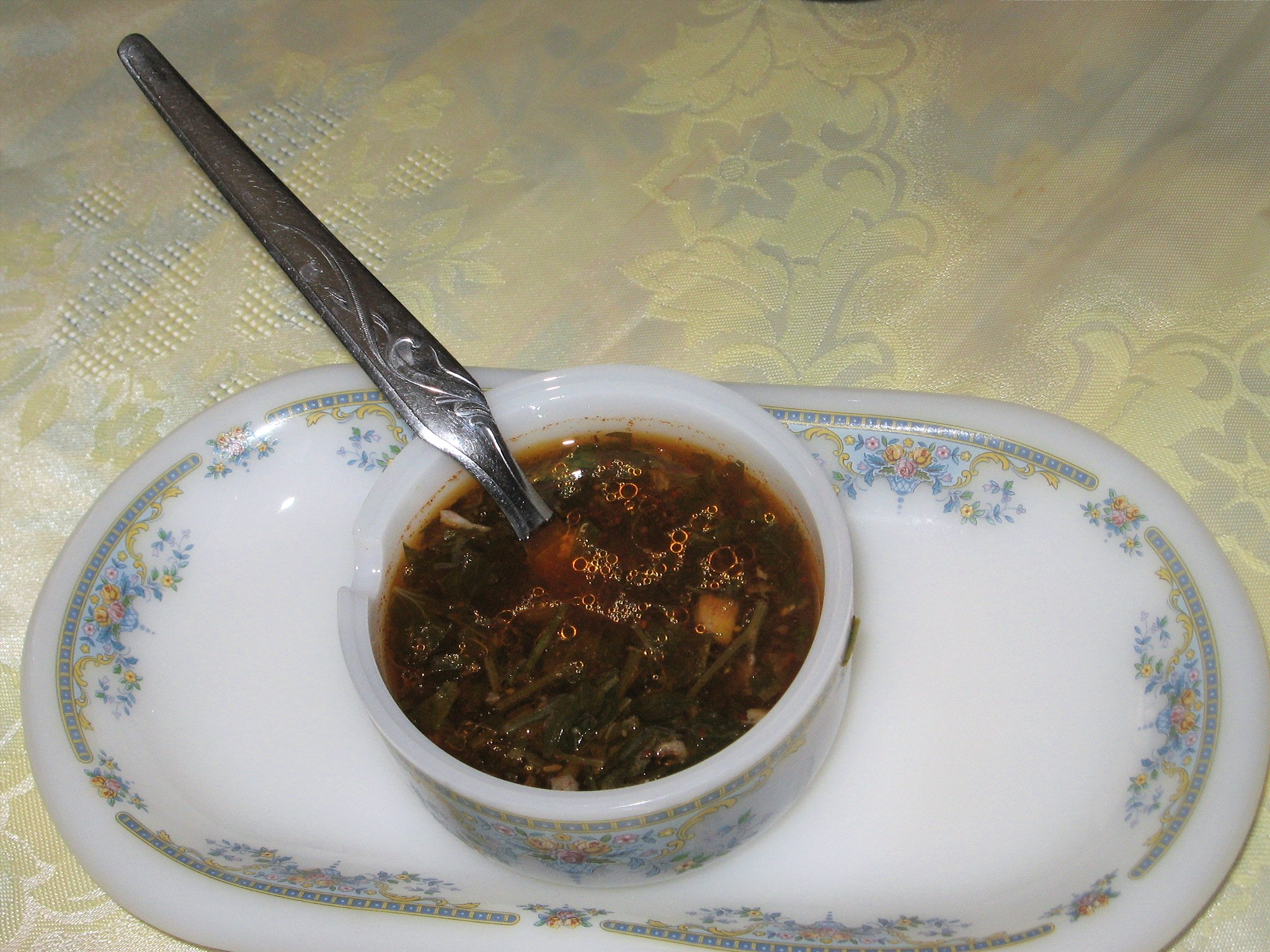
Chimichurri

Chimichurri eller chimmichurri är ett slags kryddstark sås, som även används som marinad, till grillat kött. Såsen tros ursprungligen komma från Baskien i Spanien och används flitigt i Argentina och Uruguay, men har sedermera spridit sig och är nu vanligt förekommande i Mexiko, och förekommer också här och där i andra delar av världen.

## Etymologi
Det finns ett antal olika förklaringar till ordets uppkomst. Namnet kan vara en variant av spanska chirriburri "oväsen", eller kanske av baskiska zurrumurru "buller". En annan teori kopplar det till baskiska tximitxurri, "slumpmässig blandning av flera saker"; många basker bosatte sig i Argentina på 1800-talet. 
Ytterligare en annan teori är att ordet kommer från Jimmi McCurry, en irländsk man som kan ha varit den första att tillaga såsen. Han marscherade med trupper under 1800-talet för självständigheten i Argentina. Såsen blev populär och receptet spreds. Hur som helst var namnet Jimmi McCurry svårt att säga för urinvånarna, vilket enligt vissa källor då ändrades till chimichurri, medan andra påstår att det ändrades till hans ära.
Andra liknande historier innehåller personer med liknande namn; Jimmy Curry, en köttimporterare från England; James C. Hurray, som reste med gauchos; och en engelsk familj i Patagonien som överröstades av en grupp argentinare som sade "give me the curry" (ge mig curryn). Alla teorierna och historierna innehåller en engelskspråkig kolonisatör och en förvanskning av namnet av urinvånarna.

## Tillagning
Chimichurri görs på finhackad persilja, hackad vitlök, olja såsom olivolja, vit eller röd vinäger och chiliflingor. Valfria smakämnen såsom paprikapulver, oregano, spiskummin, timjan, koriander, citron och lagerblad kan tillsättas. Såsen används ofta som krydda för stekar och korvar när man tillagar asado.